# Ivo Fabijan
Andrija Ivo Mrvelj, poznat kao Ivo Fabijan (Vrbovac, 25. kolovoza 1950. – Zagreb, 16. srpnja 2006.), bio je hrvatski glazbenik, pjevač i skladatelj, izvođač pop glazbe, folk glazbe i šansone, član Hrvatske glazbene unije i Hrvatskog društva skladatelja.

## Životopis
Ivo Mrvelj u rodnom mjestu završio je prva četiri razreda osnovne škole. Ostale je razrede završio u Donjem Svilaju. U Derventi završava Učiteljsku školu.  Nekoliko godina predavao je glazbeni i likovni odgoj. Od 1974. nastupao je u Zagrebu kao izvođač vlastitih balada u kojima je najviše obrađivao socijalnu tematiku i događaje iz svakidašnjeg života.
Poznat je i po tome što je 1991. izdao album s pjesmama izrazito hrvatskog domoljubnog duha, prožetih pozitivnim hrvatskim nacionalizmom te vjerskih pjesama (Dobro jutro, međugorska majko). U pjesmama se zalagao za jedinstvo Hrvata i Muslimana u borbi protiv velikosrpske agresije na Hrvatsku i BiH, a Herceg-Bosnu opjevao je kao domovinu obaju tih naroda (Ajmo, Huso, branit domovinu - stihovi "Uzmi pušku, pruži ruku bratsku, branit ćemo i obranit ćemo Herceg-Bosnu i lijepu Hrvatsku!").
Ljubitelji kućnih ljubimaca ga se sjećaju i po njegovim skladbama za TV-emisiju o kućnim ljubimcima (pjesma o mačku).
Snimio je preko 25 nosača zvuka, te nastupio na mnogobrojnim festivalima u zemlji i inozemstvu.

## Diskografija
- 1978. - Moj prijatelj Fokus
- 1978. - Podstanar
- 1979. - Ja živim u velegradu
- 1983. - Pričali su meni ljudi
- 1984. - Čudne priče
- 1985. - Takav sam ja
- 1988. - Mene Milka voli
- 1989. - Riječ hrvatska
- 1990. - Moj narode - Riječ hrvatska 2
- 1991. - Kreni gardo
- 1991. - Za Dom!
- 1991. - Tvoja me ljubav vodila
- 1991. - Vukovarska golgota
- 1993. - Molitva nas veže
- 1994. - Tebi grade moj - Pjesme o Zagrebu[3]
- 1997. - Pijana vremena
- 1998. - Robinzon
- 2000. - Ja sam takav čovjek[4]
- 2002. - Najljepše su Hrvatice
- 2009. - Zlatna kolekcija[5]
- 2019. - The Best of Collection

## Sudjelovanje na festivalima
(popis nepotpun)
- 1978.: Festival revolucionarne i rodoljubive pjesme: Dječakovo pismo
- 1985.: Zagrebački festival: Otvori Marija vrata
- 1985.: Zagrebački festival: Ne daj mu pred kuću
- 1983.: Splitski festival: A ča piješ kad ti škodi
- 1985.: Zagrebački festival: Jedna noć u motelu
- 1985.: Splitski festival: Barba moj
- 1986.: Splitski festival:[6] ?
- 1985.: Zagrebački festival: Balada o povratniku
- 1990.: Splitski festival: Majko Dalmatinko (s klapom Krk)
- 1993.: Splitski festival: Svi smo za Hrvatsku[7][8]
- 1991.: Glazbeni festival "Stepinčeva katedrala": Proljeće u Bleiburgu
- 2002.: Zagrebački festival: Šansonjeri[7]
- 2003.: Chansonfest: Balada o Petru Lažoviću[9]
- ? : Chansonfest: Džamfa

Pjesme koje je napisao ili skladao izvode se na festivalima i nakon njegove smrti (Dok sa Drave vjetar plače, Pjesme Podravine i Podravlja 2010.)(S Dunava vitar plače, Festival bunjevački pisama 2011.)

## Uspješnice
- Majko dalmatinko
- Striče Ivane
- Dječakovo pismo
- Otvori, Marija, vrata
- Nemojte mi spominjati nju
- Kad sklopim oči, ja Hrvatsku sanjam
- Udovica mica
- Rojsa za predsjednika
- Debele žene
- Ne čekaj me majko
- Za šofera
- Hercegovino
- Zov Hercegovine
- Dobro jutro, međugorska majko
- Barba moj

## Nagrade
- 2006. Nagrada Domagoj (posmrtno), UBIUDR